# Mittelburg (Neckarsteinach)
Die Mittelburg ist eine gut erhaltene und bewohnte mittelalterliche Höhenburg auf 160 m ü. NN bei Neckarsteinach im Landkreis Bergstraße in Hessen.
Sie ist die zweitälteste der vier Burgen Vorderburg, Mittelburg, Hinterburg und Schwalbennest.

## Geschichte

### Besitzgeschichte

Mittelburg um 1668/1670

Gartenseite der Mittelburg 1668/1679

Die Mittelburg wurde vermutlich um 1165 von Conrad I. von Steinach, dem jüngsten Sohn Bliggers II. von Steinach, erbaut und war zur Hälfte Lehen des Bistums Worms und zur anderen Hälfte Allod. Nach dem Tod des letzten Nachfahren Conrads, Boppo von Steinach, kam die Wormser Hälfte 1325 an seinen einen Schwiegersohn, Luzzo von Helmstatt, der allodiale Teil an den anderen Schwiegersohn Conrad zu Erbach, der seinen Teil umgehend an den Erzbischof Matthias von Mainz verkaufte, der einen Burgfrieden mit Luzzo schloss und Conrad von Helmstatt als Amtmann in seiner Hälfte einsetzte. Die Wormser Hälfte wurde in schnellem Wechsel mehrfach verpfändet, bis schließlich 1382 der Sohn Luzzos, Boppo von Helmstatt, in ihren Besitz gelangte und damit die gesamte Mittelburg besaß. Boppo verkaufte die Wormser Hälfte 1398 an Hans von Hirschhorn. Nachdem Boppo um 1400 ohne männliche Erben gestorben war, kam der Mainzer Teil der Burg an Reinhard von Neipperg, der sie 1442 an den damaligen Besitzer der Hinterburg, Weiprecht III. von Helmstatt, verpfändete. Nach Weiprechts III. Tod im Jahr 1478 kam es zum Streit zwischen Weiprechts Neffen Martin, der die Mainzer Hälfte besaß, und Hans von Hirschhorn auf der Wormser Hälfte über die Zugehörigkeit einiger zur Burg gehörenden Güter. 1483 wurden Otto von Hirschhorn und dessen Neffen mit dem Wormser Teil belehnt. 1497 erscheint der Burgherr der Vorderburg, Blicker XIV. Landschad von Steinach, als Besitzer eines Viertels, seine Erben verkauften den Anteil an Heinrich VII. von Handschuhsheim, der bereits die Hinterburg besaß. Nachdem die von Handschuhsheim nach einem langwierigen Prozess in den 1540er Jahren die Hinterburg verlassen mussten, verkauften sie im Januar 1550 auch ihren Anteil an der Mittelburg an die Brüder Hans, Hans Pleikard und Christof Landschad von Steinach. Im 16. Jahrhundert gelangten die Landschad wieder in den Besitz der gesamten Mittelburg. 1575 erscheint Christof I. Landschad von Steinach als alleiniger Besitzer und von diesem wurde die Burg bis an seinen Enkel Friedrich († 1653), den letzten Landschad, weitervererbt.

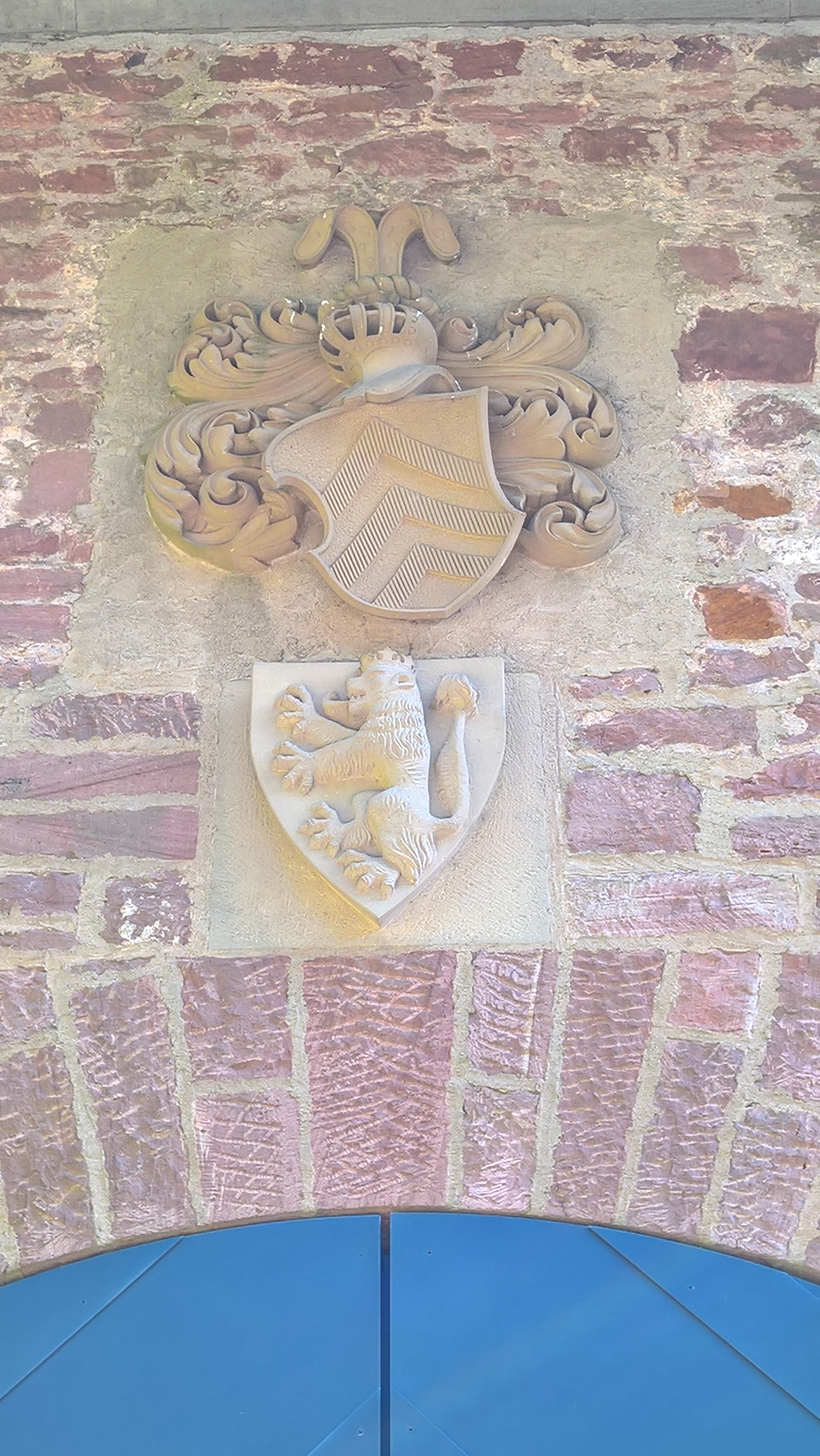
Wappen der Freiherren von Dorth (oben) und reduziertes Wappen derer von Warsberg (unten) an der bergseitigen Toreinfahrt

Nach dem Aussterben der Landschad zogen die Worms und Speyer den früheren Lehensbesitz (Hinterburg, Vorderburg und halbe Mittelburg) wieder ein, verwalteten ihn kurzzeitig selbst und übertrugen ihn 1657 Wolf-Heinrich von Metternich zu Burscheid als Lehen. Dieser erwarb im selben Jahr von Eva Elisabeth Landschad auch den Landschad-Allodialbesitz und ebenso die restliche Hälfte der Mittelburg von den Freiherren von Venningen, so dass ab dem letzten Drittel des 17. Jahrhunderts der Besitz der vier Burgen wieder in einer Hand vereinigt war. Nach dem Aussterben der Metternich-Linie 1753 wurden die früheren Lehen und sogar der früheren Allodialbesitz von den Stiften Speyer und Worms eingezogen. 1803 kam der gesamte Besitz im Rahmen der Mediatisierung an die Landgrafschaft Hessen-Darmstadt, die mit dem Erben des Allodialbesitzes, Freiherr von Dorth, einen Vergleich schloss, und diesem neben der als Amtssitz benutzten Mittelburg auch die Ruine der Hinterburg abtrat. Von Dorth erwarb auch die Vorderburg von einem Dr. Wegerich, der sie vom Land gekauft hatte. 1910 verzichteten die Herren von Dorth auf die Ruine der Hinterburg, die darauf wieder an das Land fiel. Mittel- und Vorderburg gelangten beim Tode des letzten Freiherrn von Dorth, Ludwig, 1925 an den Sohn seines vor ihm verstorbenen Adoptivsohns Alexander, Boemund Freiherr von Warsberg-Dorth. Heutiger Besitzer ist Johann-Jakob Freiherr von Warsberg.

### Baugeschichte
Die zunächst aus einem mächtigen Bergfried und einer kleinen Kernburg bestehende Anlage wurde ständig ausgebaut und später nach dem Vorbild des Heidelberger Schlosses in ein Schloss im Stil der Renaissance mit Säulengalerie und Bogenhalle umgestaltet. Dabei verschwand auch ein Großteil der alten Ringmauer und der Zugbrückenzugang an der Ostseite. Um 1820 / 1830 wurde sie abermals, nun neugotisch umgebaut. Ob und in welchem Umfang daran Georg Moller und / oder Ignaz Opfermann beteiligt waren, ist nicht eindeutig klar.
Die Burg ist bewohnt und kann nicht besichtigt werden.

## Mauereidechse
Auf der Burg gibt es ein Vorkommen der Mauereidechse.